# フォアモスト累層
フォアモスト累層（フォアモストるいそう、Foremost Formation）はカナダ・アルバータ州南部にある白亜紀後期カンパニアンの地層。その露頭がフォアモストの町の近くのチン・クーリーにある事から命名された。 恐竜やその他の化石を保存している事で知られている。
ゼノケラトプス、ステゴケラス、ドロマエオサウルス、アウブリソドン、ヘスペロルニス、パロニコドン、リカルドエステシア、コレピオケファレ、タナトテリステス等が報告されている。

## 地質学

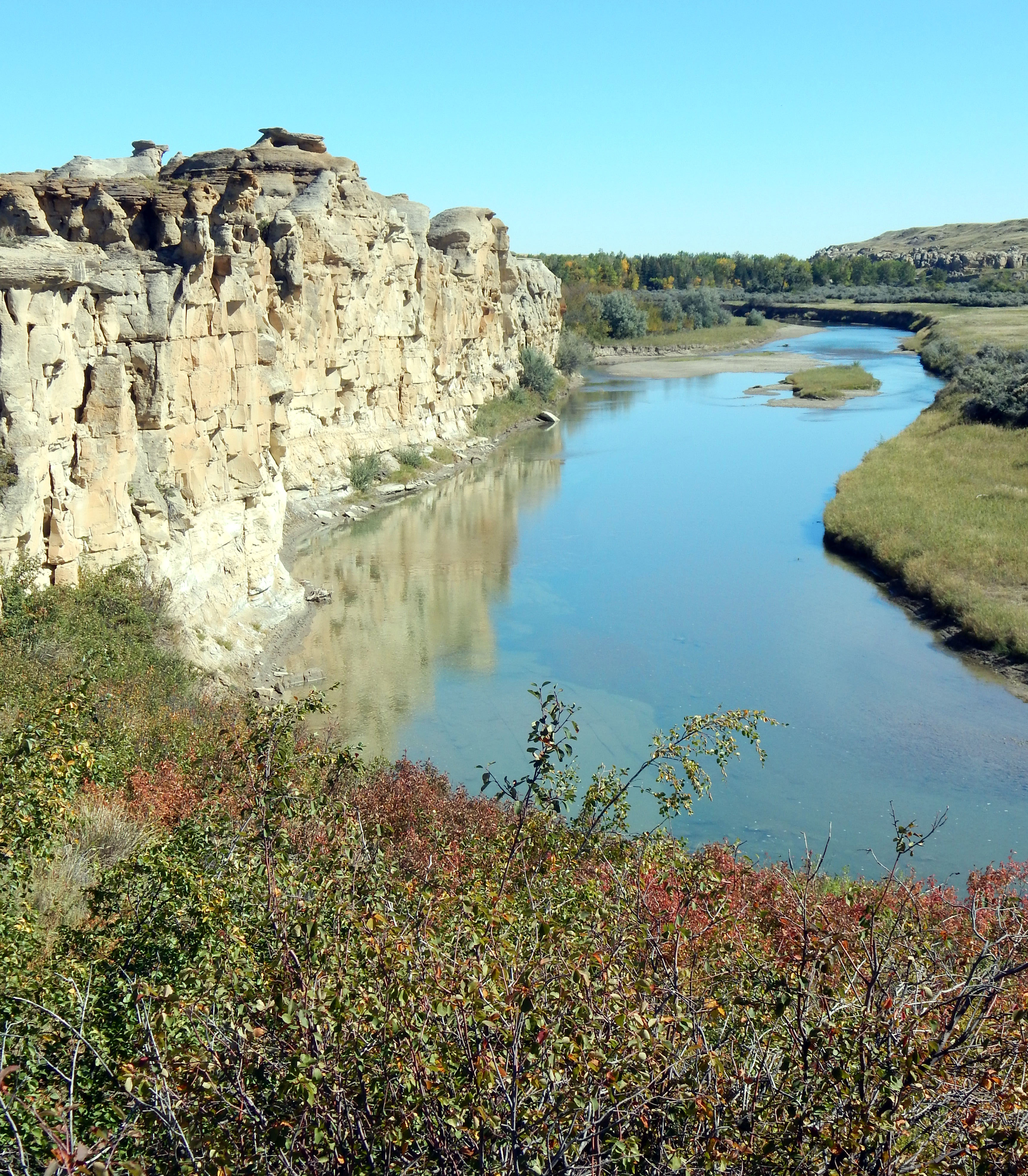
ライティングオンストーン州立公園のミルク川沿岸のフォアモスト累層の砂岩

フォアモスト累層はベリーリバー層群（アメリカではジュディスリバー層群と呼ばれる）の基底部に分布する。上にはパコウキ累層の海成頁岩が覆いかぶさるようにして堆積すふ。堆積物は徐々に西部内陸海路に流入する河川系によって山から西や北へ流送されて堆積したものと思われる。
地層の底部は、主にマッキー石炭帯の石炭層、炭素質頁岩および泥岩によって覆われた砂岩ユニットからなる。中央の部分は、炭素質の小さな頁岩、砂岩、泥岩からなる。最上層には、テイバー石炭帯の埋設炭層、炭素質頁岩および泥岩がある。一般的に基礎河川砂は、アルバータ州のいくつかの地域では重要な炭化水素貯留層として知られる 。
フォアモスト累層の露頭はミルク川、オールドマン、そしてボウ川に渡って伸びる。レスブリッジの近くでは168ｍの厚みがあり、メディシンハットの近くでは107ｍ 、そして州立恐竜公園では107ｍの厚みである。